# Niphona tibialis
Niphona tibialis är en skalbaggsart som beskrevs av Charles Joseph Gahan 1893. Niphona tibialis ingår i släktet Niphona och familjen långhorningar. Inga underarter finns listade i Catalogue of Life.